# Operation Flashpoint: Red River
Operation Flashpoint: Red River ist ein Taktik-Shooter, der von Codemasters für Windows, PlayStation 3 und Xbox 360 entwickelt und veröffentlicht wurde. Es ist der Nachfolger zu Operation Flashpoint: Dragon Rising und der dritte Teil der Operation-Flashpoint-Reihe.

## Handlung
Der Spieler kämpft als Teil der United States Marine Corps in Tadschikistan zunächst gegen die Islamische Turkestan-Partei. Später entsendet die chinesische Regierung ebenfalls Truppen, die sowohl die der Terrororganisation als auch die Amerikaner bekämpfen.

## Spielprinzip
Der Spieler hat die Wahl zwischen einem Gewehrschützen, Sprengmeister, Kundschafter oder MG-Schützen. Drei weitere Kameraden werden entweder von Mitspielern in einem kooperativen Modus oder wahlweise vom Computer gesteuert.

## Rezeption
Warum die Volksbefreiungsarmee im Verlauf des Spiels die Amerikaner attackiere, werde nicht erklärt. Es erscheine in dem Szenario auch wenig plausibel. Red River sei besser als sein Vorgänger Dragon Rising indem es das Spiel auf das Wesentliche reduziere. Der fiktive Konflikt werde mit beinahe filmischen Feuergefechten erzählt. Die Distanzgefechte seien glaubhaft. Das Vorgehen müsse in Ruhe geplant werden und viel aus der Deckung heraus agiert werden. Die KI benehme sich stümperhaft, was sich negativ auf den Einzelspielermodus niederschlage. Die Technik bleibe schwach, die Inszenierung unspektakulär und die Missionen abwechslungsarm. Das Spiel habe nicht mehr viel mit dem ursprünglichen Titel Operation Flashpoint zu tun. Die Konsolenfassung bleibe hinter der Version für PC zurück, da das Bild zu unruhig werde. Da auf große Distanz gekämpft werde, lassen sich mit der Konsolensteuerung die Feinde oftmals nur mit der Zielhilfe richtig anvisieren. Die deutsche Synchronisation sei nicht schlecht, wobei die fluchenden Soldaten eher an Halbstarke erinnern.
In Tadschikistan selbst wurde von dem Präsidentschaftskandidaten Davlatzoda ein Verbot des Spiels gefordert.